# Favia rotumana
Favia rotumana là một loài san hô trong họ Faviidae. Loài này được Gardiner mô tả khoa học năm 1899.